# Зеда-Махунцети
Зеда-Махунцети (груз. ზედა მახუნცეთი) — село в Кедском муниципалитете Грузии.

## География
Село находится на берегу реки Аджарисцкали, на расстоянии в 12 километрах от посёлка городского типа Кеда, административного центра муниципалитета, в 30 километрах от города Батуми и в 2 километрах от села Кведа-Махунцети. Абсолютная высота — 300 метров над уровнем моря.

## Население
По данным переписи 2014 года, в селе проживало 203 человека.

### Демография
| Год переписи | Численность |
| ------------ | ----------- |
| 2002         | 351         |
| 2014         | 203         |

### Национальный состав
По национальной структуре грузины составили 100% населения села.